# Ciconia abdimii

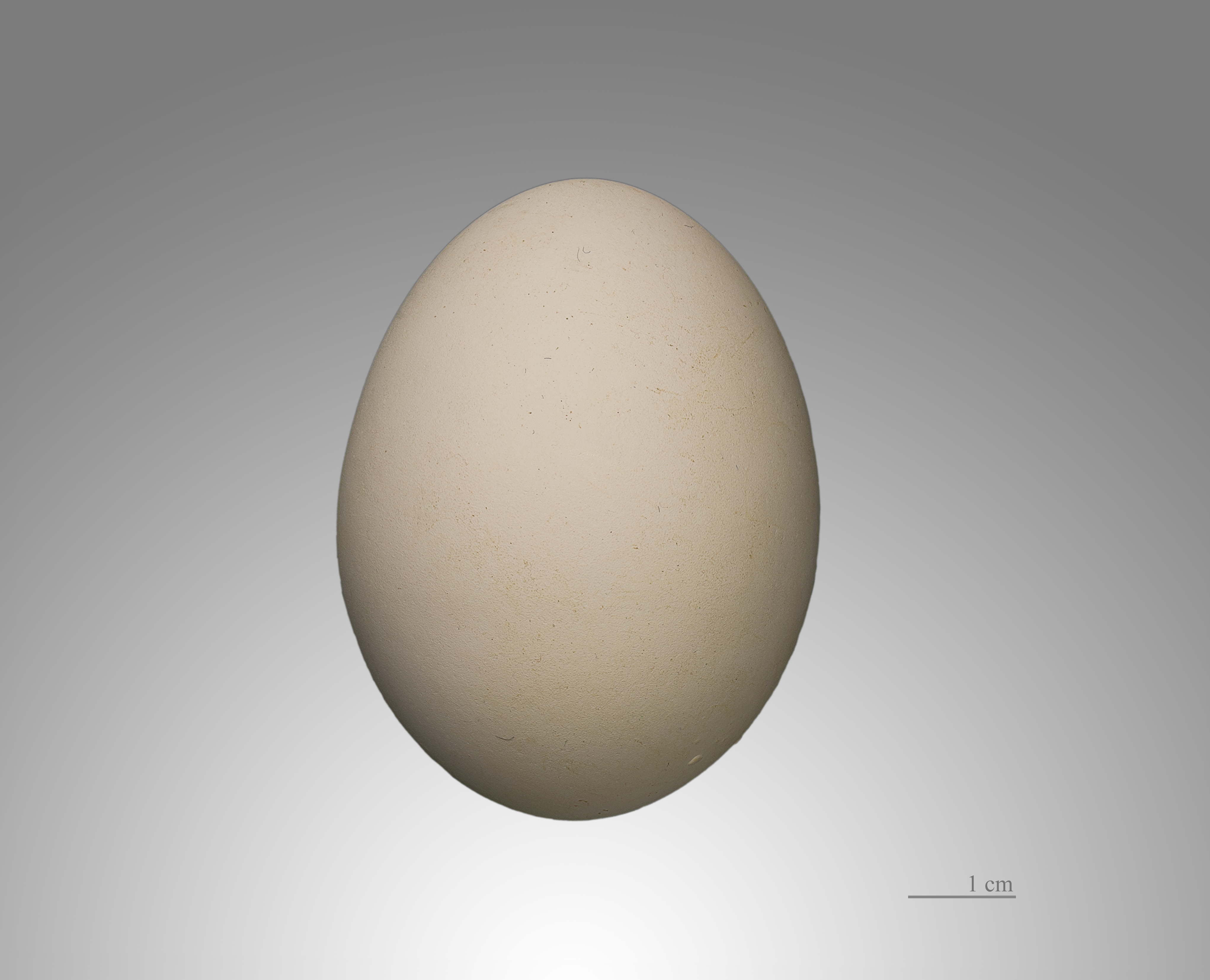
Huevo de Ciconia abdimii

La cigüeña de Abdim (Ciconia abdimii) es una especie de ave ciconiforme de la familia Ciconiidae nativa de la península arábiga y África. Hacia el norte su distribución llega hasta el sur y este del desierto de Sahara, desde Senegal hacia el este hasta Etiopía y el extremo sur de la península arábiga. Hacia el sur su distribución llega hasta el sureste del continente africano.
Es la especie más pequeña de las cigüeñas (pero sigue siendo un ave de gran tamaño), a 73 cm (29 pulgadas) y un peso de poco más de 1 kg (2,2 libras). La hembra pone dos a tres huevos y un es poco más pequeña que el macho.